# Санту-Антониу-дас-Мисойнс
Санту-Антониу-дас-Мисойнс (порт. Santo Antônio das Missões)  —  муниципалитет в Бразилии, входит в штат Риу-Гранди-ду-Сул. Составная часть мезорегиона Северо-запад штата Риу-Гранди-ду-Сул. Входит в экономико-статистический  микрорегион Санту-Анжелу. Население составляет 12 496 человек на 2006 год. Занимает площадь 1 714,239 км². Плотность населения — 7,3 чел./км².

## История
Город основан 12 октября 1965 года. 

## Статистика
- Валовой внутренний продукт на 2003 составляет 135.743.739,00 реалов (данные: Бразильский институт географии и статистики).
- Валовой внутренний продукт на душу населения на 2003 составляет 10.786,15 реалов (данные: Бразильский институт географии и статистики).
- Индекс развития человеческого потенциала на 2000 составляет 0,764 (данные: Программа развития ООН).

## География
Климат местности: субтропический гумидный. В соответствии с классификацией Кёппена, климат относится к категории Cfa.